# ×Elyhordeum jordalii
Elyhordeum jordalii là một loài thực vật có hoa trong họ Hòa thảo. Loài này được (Melderis) Tzvelev mô tả khoa học đầu tiên năm 1973.